# جام حذفی فوتبال یونان
جام حذفی فوتبال یونان (به یونانی: Κύπελλο Ελλάδος Ποδοσφαίρου) مسابقاتی است که به صورت حذفی در کشور یونان از ۱۹۳۱ میلادی تاکنون برگزار می‌شود. این جام از ۵۷ تیم که از سراسر کشور یونان در آن شرکت می‌کنند برگزار می‌شود.
باشگاه فوتبال المپیاکوس با ۲۹ قهرمانی پرافتخارترین تیم این سری مسابقات به حساب می‌آید.

## قهرمانی بر پایه باشگاه
| باشگاه             | قهرمانی | نایب قهرمانی | سال‌های قهرمانی | سال‌های نایب قهرمانی                                                                      |
| ------------------ | ------- | ------------ | --- | ---------------------------------------------------------------------------------------- |
| المپیاکوس          | ۲۹      | ۱۳           | ۱۹۴۷، ۱۹۵۱، ۱۹۵۲، ۱۹۵۳، ۱۹۵۴، ۱۹۵۷، ۱۹۵۸، ۱۹۵۹، ۱۹۶۰، ۱۹۶۱، ۱۹۶۳، ۱۹۶۵، ۱۹۶۸، ۱۹۷۱، ۱۹۷۳، ۱۹۷۵، ۱۹۸۱، ۱۹۹۰، ۱۹۹۲، ۱۹۹۹، ۲۰۰۵، ۲۰۰۶، ۲۰۰۸، ۲۰۰۹، ۲۰۱۲، ۲۰۱۳، ۲۰۱۵، ۲۰۲۰، ۲۰۲۵ | ۱۹۵۶، ۱۹۶۶، ۱۹۶۹، ۱۹۷۴، ۱۹۷۶، ۱۹۸۶، ۱۹۸۸، ۱۹۹۳، ۲۰۰۱، ۲۰۰۲، ۲۰۰۴، ۲۰۱۶، ۲۰۲۱             |
| پاناتینایکوس       | ۲۰      | ۱۰           | ۱۹۴۰، ۱۹۴۸، ۱۹۵۵، ۱۹۶۷، ۱۹۶۹، ۱۹۷۷، ۱۹۸۲، ۱۹۸۴، ۱۹۸۶، ۱۹۸۸، ۱۹۸۹، ۱۹۹۱، ۱۹۹۳، ۱۹۹۴، ۱۹۹۵، ۲۰۰۴، ۲۰۱۰، ۲۰۱۴، ۲۰۲۲، ۲۰۲۴                                                       | ۱۹۴۹، ۱۹۶۰، ۱۹۶۵، ۱۹۶۸، ۱۹۷۲، ۱۹۷۵، ۱۹۹۷، ۱۹۹۸، ۱۹۹۹، ۲۰۰۷                               |
| آ.ا. ک آتن         | ۱۶      | ۱۱           | ۱۹۳۲، ۱۹۳۹، ۱۹۴۹، ۱۹۵۰، ۱۹۵۶، ۱۹۶۴، ۱۹۶۶، ۱۹۷۸، ۱۹۸۳، ۱۹۹۶، ۱۹۹۷، ۲۰۰۰، ۲۰۰۲، ۲۰۱۱، ۲۰۱۶، ۲۰۲۳                                                                               | ۱۹۴۸، ۱۹۵۳، ۱۹۷۹، ۱۹۹۴، ۱۹۹۵، ۲۰۰۶، ۲۰۰۹، ۲۰۱۷، ۲۰۱۸، ۲۰۱۹، ۲۰۲۰                         |
| پائوک              | ۸       | ۱۵           | ۱۹۷۲، ۱۹۷۴، ۲۰۰۱، ۲۰۰۳، ۲۰۱۷، ۲۰۱۸، ۲۰۱۹، ۲۰۲۱ | ۱۹۳۹، ۱۹۵۱، ۱۹۵۵، ۱۹۷۰، ۱۹۷۱، ۱۹۷۳، ۱۹۷۷، ۱۹۷۸، ۱۹۸۱، ۱۹۸۳، ۱۹۸۵، ۱۹۹۲، ۲۰۱۴، ۲۰۲۲، ۲۰۲۳ |
| پانیونیوس          | ۲       | ۴            | ۱۹۷۹، ۱۹۹۸ | ۱۹۵۲، ۱۹۶۱، ۱۹۶۷، ۱۹۸۹                                                                   |
| لاریسا             | ۲       | ۲            | ۱۹۸۵، ۲۰۰۷ | ۱۹۸۲، ۱۹۸۴                                                                               |
| آریس سالونیک       | ۱       | ۹            | ۱۹۷۰ | ۱۹۳۲، ۱۹۳۳، ۱۹۴۰، ۱۹۵۰، ۲۰۰۳، ۲۰۰۵، ۲۰۰۸، ۲۰۱۰، ۲۰۲۴                                     |
| ایراکلیس تسالونیکی | ۱       | ۴            | ۱۹۷۶ | ۱۹۴۷، ۱۹۵۷، ۱۹۸۰، ۱۹۸۷                                                                   |
| اواف‌آی کرته        | ۱       | ۲            | ۱۹۸۷ | ۱۹۹۰، ۲۰۲۵                                                                               |
| آتنیکوس پیرائیوس   | ۱       | ۰            | ۱۹۳۳ |                                                                                          |
| کاستوریا           | ۱       | ۰            | ۱۹۸۰ |                                                                                          |